# خط مصحفي

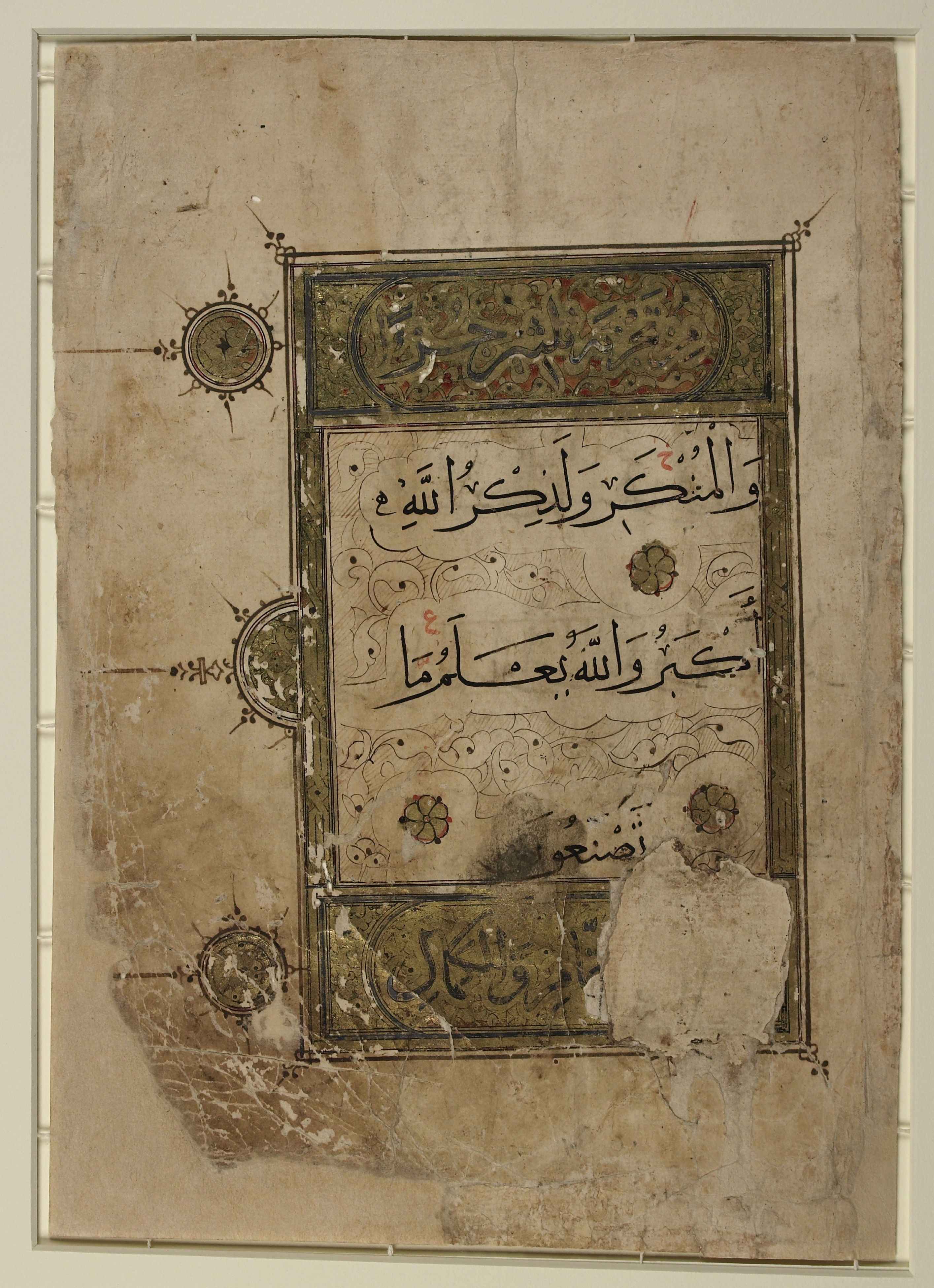
صورة ورقة من مصحف مكتوب بالخط المصحفي (آخر الآية 45 من سورة العنكبوت)

الخط المصحفي أو خط المصاحف هو أحد الخطوط العربية كانت تكتب به المصاحف في العصر المملوكي، في القرنين الرابع عشر والخامس عشر الميلاديين.